# Емір Спахич
Емір Спахич (босн. Emir Spahić, нар. 18 серпня 1980, Дубровник) — боснійський футболіст, захисник «Гамбурга».
Насамперед відомий виступами за клуби «Загреб», «Локомотив» (Москва), «Монпельє», «Севілья» та «Баєр 04», а також національну збірну Боснії і Герцеговини, у складі якої був учасником ЧС-2014.

## Клубна кар'єра
У дорослому футболі дебютував 2001 року виступами за команду клубу «Загреб», в якій провів три сезони, взявши участь у 36 матчах чемпіонату.

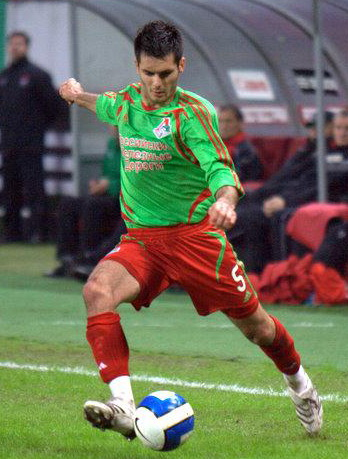
Емір Спахич під час виступів за «Локомотив». 17 березня 2007 року.

Згодом з 2004 по 2006 рік грав у складі російських клубів «Шинник» та «Торпедо» (Москва).
Своєю грою за останню команду привернув увагу представників тренерського штабу клубу «Локомотив» (Москва), до складу якого приєднався 2006 року. Відіграв за московських залізничників наступні три сезони своєї ігрової кар'єри. Більшість часу, проведеного у складі московського «Локомотива», був основним гравцем захисту команди.
У 2009 році уклав контракт з клубом «Монпельє», у складі якого провів наступні два роки своєї кар'єри гравця. Граючи у складі «Монпельє» також здебільшого виходив на поле в основному складі команди.
До складу іспанської «Севільї» приєднався влітку 2011 року. Відразу став основним захисником команди, проте на початку 2013 року повернувся до Росії, де провів півроку в оренді в «Анжі».
28 червня 2013 року уклав дворічний контракт з представником німецької Бундесліги леверкузенським «Баєром». Був ключовим гравцем захисту німецької команди, проте до кінця контракту не відіграв — 12 квітня 2015 року угоду було передчасно розірвано. Приводом став інцидент з представником персоналу клубу, який отримав під час конфлікту зі Спахичем удар головою в обличчя.
5 липня 2015 року Спахич підписав контракт з німецьким «Гамбургом» на один рік. Відтоді встиг відіграти за гамбурзький клуб 21 матч в національному чемпіонаті.

## Виступи за збірну
Протягом 2000–2002 років залучався до складу молодіжної збірної Боснії і Герцеговини. На молодіжному рівні зіграв у 15 офіційних матчах.
У 2003 році дебютував в офіційних матчах у складі національної збірної Боснії і Герцеговини. Учасник фінальної частини чемпіонату світу 2014 року, на якому був капітаном команди.
Наразі провів у формі головної команди країни 88 матчів, забивши 3 голи.
| Дата       | Місто                    | Господарі            | Результат | Гості                | Турнір             | Голи | Примітки |
| ---------- | ------------------------ | -------------------- | --------- | -------------------- | ------------------ | ---- | -------- |
| 07-06-2003 | Крайова                  | Румунія              | 2 – 0     | Боснія і Герцеговина | Відбір до ЧЄ 2004  | -    | 71'      |
| 06-09-2003 | Зениця                   | Боснія і Герцеговина | 1 – 0     | Норвегія             | Відбір до ЧЄ 2004  | -    |          |
| 10-09-2003 | Люксембург (місто)       | Люксембург           | 0 – 1     | Боснія і Герцеговина | Відбір до ЧЄ 2004  | -    |          |
| 11-10-2003 | Сараєво                  | Боснія і Герцеговина | 1 – 1     | Данія                | Відбір до ЧЄ 2004  | -    | 27' 46'  |
| 28-04-2004 | Зениця                   | Боснія і Герцеговина | 1 – 0     | Фінляндія            | товариський матч   | -    | 79'      |
| 18-08-2004 | Ренн                     | Франція              | 1 – 1     | Боснія і Герцеговина | товариський матч   | -    | 46'      |
| 08-09-2004 | Зениця                   | Боснія і Герцеговина | 1 – 1     | Іспанія              | Відбір до ЧС 2006  | -    |          |
| 09-10-2004 | Сараєво                  | Боснія і Герцеговина | 0 – 0     | Сербія та Чорногорія | Відбір до ЧС 2006  | -    |          |
| 02-02-2005 | Тегеран                  | Іран                 | 1 – 0     | Боснія і Герцеговина | товариський матч   | -    | 4'       |
| 26-03-2005 | Брюссель                 | Бельгія              | 4 – 1     | Боснія і Герцеговина | Відбір до ЧС 2006  | -    | 28'      |
| 30-03-2005 | Сараєво                  | Боснія і Герцеговина | 1 – 1     | Литва                | Відбір до ЧС 2006  | -    | 39'      |
| 08-06-2005 | Валенсія                 | Іспанія              | 1 – 1     | Боснія і Герцеговина | Відбір до ЧС 2006  | -    | 76'      |
| 17-08-2005 | Таллінн                  | Естонія              | 1 – 0     | Боснія і Герцеговина | товариський матч   | -    |          |
| 03-09-2005 | Зениця                   | Боснія і Герцеговина | 1 – 0     | Бельгія              | Відбір до ЧС 2006  | -    | 61'      |
| 08-10-2005 | Зениця                   | Боснія і Герцеговина | 3 – 0     | Сан-Марино           | Відбір до ЧС 2006  | -    |          |
| 12-10-2005 | Белград                  | Сербія та Чорногорія | 1 – 0     | Боснія і Герцеговина | Відбір до ЧС 2006  | -    |          |
| 28-02-2006 | Дортмунд                 | Боснія і Герцеговина | 2 – 2     | Японія               | товариський матч   | 1    |          |
| 16-08-2006 | Сараєво                  | Боснія і Герцеговина | 1 – 2     | Франція              | товариський матч   | -    | 5' 56'   |
| 02-09-2006 | Та-Калі                  | Мальта               | 2 – 5     | Боснія і Герцеговина | Відбір до ЧЄ 2008  | -    | 87'      |
| 06-09-2006 | Зениця                   | Боснія і Герцеговина | 1 – 3     | Угорщина             | Відбір до ЧЄ 2008  | -    | 38', 39' |
| 11-10-2006 | Зениця                   | Боснія і Герцеговина | 0 – 4     | Греція               | Відбір до ЧЄ 2008  | -    | 40'      |
| 30-01-2008 | Токіо                    | Японія               | 3 – 0     | Боснія і Герцеговина | товариський матч   | -    | 33'      |
| 26-03-2008 | Зениця                   | Боснія і Герцеговина | 2 – 2     | Північна Македонія   | товариський матч   | -    |          |
| 20-08-2008 | Зениця                   | Боснія і Герцеговина | 1 – 2     | Болгарія             | товариський матч   | -    | 60'      |
| 10-09-2008 | Зениця                   | Боснія і Герцеговина | 7 – 0     | Естонія              | Відбір до ЧС 2010  | -    |          |
| 11-10-2008 | Стамбул                  | Туреччина            | 2 – 1     | Боснія і Герцеговина | Відбір до ЧС 2010  | -    |          |
| 15-10-2008 | Зениця                   | Боснія і Герцеговина | 4 – 1     | Вірменія             | Відбір до ЧС 2010  | 1    | 32' 68'  |
| 28-03-2009 | Брюссель                 | Бельгія              | 2 – 4     | Боснія і Герцеговина | Відбір до ЧС 2010  | -    | 60'      |
| 01-04-2009 | Зениця                   | Боснія і Герцеговина | 2 – 1     | Бельгія              | Відбір до ЧС 2010  | -    |          |
| 01-06-2009 | Ташкент                  | Узбекистан           | 0 – 0     | Боснія і Герцеговина | товариський матч   | -    | 46'      |
| 09-06-2009 | Канни                    | Оман                 | 1 – 2     | Боснія і Герцеговина | товариський матч   | -    |          |
| 12-08-2009 | Сараєво                  | Боснія і Герцеговина | 2 – 3     | Іран                 | товариський матч   | -    | 44' 77'  |
| 05-09-2009 | Єреван                   | Вірменія             | 0 – 2     | Боснія і Герцеговина | Відбір до ЧС 2010  | -    |          |
| 09-09-2009 | Зениця                   | Боснія і Герцеговина | 1 – 1     | Туреччина            | Відбір до ЧС 2010  | -    |          |
| 10-10-2009 | Таллінн                  | Естонія              | 0 – 2     | Боснія і Герцеговина | Відбір до ЧС 2010  | -    |          |
| 14-10-2009 | Зениця                   | Боснія і Герцеговина | 2 – 5     | Іспанія              | Відбір до ЧС 2010  | -    |          |
| 14-11-2009 | Лісабон                  | Португалія           | 1 – 0     | Боснія і Герцеговина | Відбір до ЧС 2010  | -    | 71'      |
| 03-03-2010 | Сараєво                  | Боснія і Герцеговина | 2 – 1     | Гана                 | товариський матч   | -    |          |
| 29-05-2010 | Стокгольм                | Швеція               | 4 – 2     | Боснія і Герцеговина | товариський матч   | -    | 67'      |
| 03-06-2010 | Франкфурт-на-Майні       | Німеччина            | 3 – 1     | Боснія і Герцеговина | товариський матч   | -    | 85'      |
| 10-08-2010 | Сараєво                  | Боснія і Герцеговина | 1 – 1     | Катар                | товариський матч   | -    |          |
| 03-09-2010 | Люксембург (місто)       | Люксембург           | 0 – 3     | Боснія і Герцеговина | Відбір до ЧЄ 2012  | -    |          |
| 07-09-2010 | Сараєво                  | Боснія і Герцеговина | 0 – 2     | Франція              | Відбір до ЧЄ 2012  | -    |          |
| 08-10-2010 | Тирана                   | Албанія              | 1 – 1     | Боснія і Герцеговина | Відбір до ЧЄ 2012  | -    | 53'      |
| 17-11-2010 | Братислава               | Словаччина           | 2 – 3     | Боснія і Герцеговина | товариський матч   | -    |          |
| 09-02-2011 | Атланта                  | Мексика              | 2 – 0     | Боснія і Герцеговина | товариський матч   | -    |          |
| 26-03-2011 | Зениця                   | Боснія і Герцеговина | 2 – 1     | Румунія              | Відбір до ЧЄ 2012  | -    |          |
| 03-06-2011 | Бухарест                 | Румунія              | 3 – 0     | Боснія і Герцеговина | Відбір до ЧЄ 2012  | -    |          |
| 07-06-2011 | Зениця                   | Боснія і Герцеговина | 2 – 0     | Албанія              | Відбір до ЧЄ 2012  | -    |          |
| 10-08-2011 | Сараєво                  | Боснія і Герцеговина | 0 – 0     | Греція               | товариський матч   | -    |          |
| 02-09-2011 | Мінськ                   | Білорусь             | 0 – 2     | Боснія і Герцеговина | Відбір до ЧЄ 2012  | -    | 34'      |
| 07-10-2011 | Зениця                   | Боснія і Герцеговина | 5 – 0     | Люксембург           | Відбір до ЧЄ 2012  | -    |          |
| 11-10-2011 | Сен-Дені (Сена-Сен-Дені) | Франція              | 1 – 1     | Боснія і Герцеговина | Відбір до ЧЄ 2012  | -    |          |
| 11-11-2011 | Зениця                   | Боснія і Герцеговина | 0 – 0     | Португалія           | Відбір до ЧЄ 2012  | -    |          |
| 15-11-2011 | Лісабон                  | Португалія           | 6 – 2     | Боснія і Герцеговина | Відбір до ЧЄ 2012  | 1    | 22'      |
| 28-02-2012 | Санкт-Галлен             | Боснія і Герцеговина | 1 – 2     | Бразилія             | товариський матч   | -    |          |
| 15-08-2012 | Лланеллі                 | Уельс                | 0 – 2     | Боснія і Герцеговина | товариський матч   | -    |          |
| 07-09-2012 | Вадуц                    | Ліхтенштейн          | 1 – 8     | Боснія і Герцеговина | Відбір до ЧС 2014  | -    |          |
| 11-09-2012 | Зениця                   | Боснія і Герцеговина | 4 – 1     | Латвія               | Відбір до ЧС 2014  | -    |          |
| 12-10-2012 | Афіни                    | Греція               | 0 – 0     | Боснія і Герцеговина | Відбір до ЧС 2014  | -    |          |
| 16-10-2012 | Зениця                   | Боснія і Герцеговина | 3 – 0     | Литва                | Відбір до ЧС 2014  | -    |          |
| 14-11-2012 | Алжир (місто)            | Алжир                | 0 – 1     | Боснія і Герцеговина | товариський матч   | -    |          |
| 06-02-2013 | Копер (Словенія)         | Словенія             | 0 – 3     | Боснія і Герцеговина | товариський матч   | -    | 60'      |
| 22-03-2013 | Зениця                   | Боснія і Герцеговина | 3 – 1     | Греція               | Відбір до ЧС 2014  | -    |          |
| 07-06-2013 | Рига                     | Латвія               | 0 – 5     | Боснія і Герцеговина | Відбір до ЧС 2014  | -    |          |
| 14-08-2013 | Сараєво                  | Боснія і Герцеговина | 3 – 4     | США                  | товариський матч   | -    | 27' 46'  |
| 06-09-2013 | Зениця                   | Боснія і Герцеговина | 0 – 1     | Словаччина           | Відбір до ЧС 2014  | -    |          |
| 10-09-2013 | Жиліна                   | Словаччина           | 1 – 2     | Боснія і Герцеговина | Відбір до ЧС 2014  | -    |          |
| 11-10-2013 | Зениця                   | Боснія і Герцеговина | 4 – 1     | Ліхтенштейн          | Відбір до ЧС 2014  | -    |          |
| 15-10-2013 | Каунас                   | Литва                | 0 – 1     | Боснія і Герцеговина | Відбір до ЧС 2014  | -    |          |
| 18-11-2013 | Сан-Луїс (Аргентина)     | Аргентина            | 2 – 0     | Боснія і Герцеговина | товариський матч   | -    |          |
| 05-03-2014 | Інсбрук                  | Боснія і Герцеговина | 0 – 2     | Єгипет               | товариський матч   | -    |          |
| 30-05-2014 | Сент-Луїс (значення)     | Боснія і Герцеговина | 2 – 1     | Кот-д'Івуар          | товариський матч   | -    | 83'      |
| 03-06-2014 | Чикаго                   | Мексика              | 0 – 1     | Боснія і Герцеговина | товариський матч   | -    |          |
| 15-06-2014 | Ріо-де-Жанейро           | Аргентина            | 2 – 1     | Боснія і Герцеговина | ЧС 2014 - 1-й етап | -    | 63'      |
| 21-06-2014 | Куяба                    | Нігерія              | 1 – 0     | Боснія і Герцеговина | ЧС 2014 - 1-й етап | -    |          |
| 25-06-2014 | Салвадор (Бразилія)      | Боснія і Герцеговина | 3 – 1     | Іран                 | ЧС 2014 - 1-й етап | -    |          |
| 16-11-2014 | Хайфа                    | Ізраїль              | 3 – 0     | Боснія і Герцеговина | Відбір до ЧЄ 2016  | -    | 87'      |
| 28-03-2015 | Андорра-ла-Велья         | Андорра              | 0 – 3     | Боснія і Герцеговина | Відбір до ЧЄ 2016  | -    |          |
| 31-03-2015 | Відень                   | Австрія              | 1 – 1     | Боснія і Герцеговина | товариський матч   | -    | 40' 46'  |
| 12-06-2015 | Зениця                   | Боснія і Герцеговина | 3 – 1     | Ізраїль              | Відбір до ЧЄ 2016  | -    |          |
| 03-09-2015 | Брюссель                 | Бельгія              | 3 – 1     | Боснія і Герцеговина | Відбір до ЧЄ 2016  | -    | 56'      |
| 06-09-2015 | Зениця                   | Боснія і Герцеговина | 3 – 0     | Андорра              | Відбір до ЧЄ 2016  | -    |          |
| 10-10-2015 | Зениця                   | Боснія і Герцеговина | 2 – 0     | Уельс                | Відбір до ЧЄ 2016  | -    | 42' 46'  |
| 13-10-2015 | Нікосія                  | Кіпр                 | 2 – 3     | Боснія і Герцеговина | Відбір до ЧЄ 2016  | -    |          |
| 13-11-2015 | Зениця                   | Боснія і Герцеговина | 1 – 1     | Ірландія             | Відбір до ЧЄ 2016  | -    |          |
| 16-11-2015 | Дублін                   | Ірландія             | 2 – 0     | Боснія і Герцеговина | Відбір до ЧЄ 2016  | -    | 20'      |
| Усього     |                          | Матчів (1 місце)     | 87        |                      | Голів              | 3    |          |

## Статистика виступів

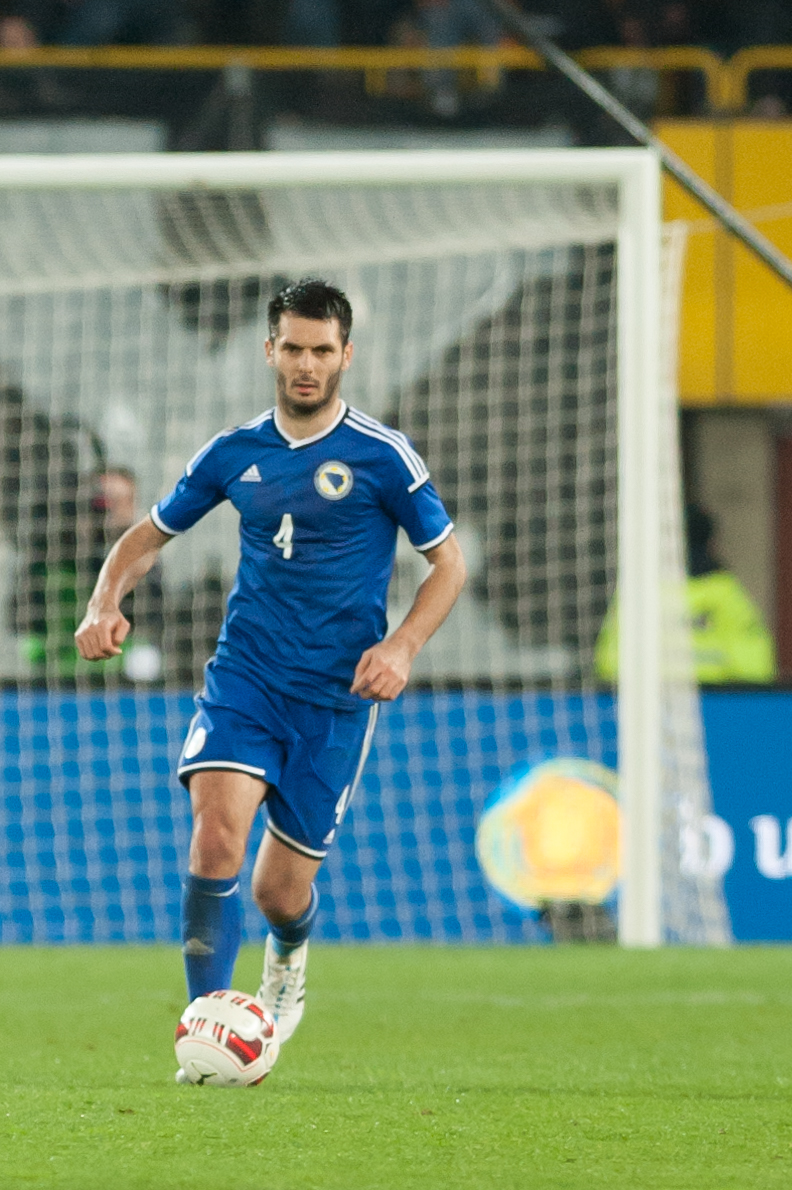
Емір Спахич під час виступів за збірну. 31 березня 2015 року.

## Титули і досягнення
- Чемпіон Хорватії (1):

«Загреб»: 2001-02
- Володар Кубка Росії (1):

«Локомотив» (Москва): 2006-07